# 山水水泥
山東山水水泥集團有限公司（港交所：0691），中華人民共和國第7大水泥公司，原是一家國有獨資公司，1997年由濟南市建材局改制而成。
2005年6月，摩根士丹利連同鼎暉投資及國際金融公司入股山水水泥。2008年6月，山水水泥在香港進行公開招股，集資金額介乎17.6億至23.8億港元；同年7月，山水水泥在香港交易所上市，是中國首家在香港紅籌股上市的水泥企業，初上市時公司總產能在1億噸左右，是長江以北最大的水泥集團。
2014年10月27日，中國建材以每股作價2.77港元認購5.6319億股山水水泥股份，認購交易所得的款項總額約15.6億港元，扣除相關開支後的淨額則預計約15.47億港元。在交易完成後，山水水泥大股東持股將由30.11%減至25.09%，中建材則持股16.67%，公眾股份則由69.89%降至58.24%。
山水水泥的主要生產基地設於山東和遼寧；2015年4月被港交所停牌，董事長張才奎父子則被趕出董事會。
2015年11月11日，山水水泥宣布因無法償還旗下子公司山東山水水泥於本月12日到期的20億元人民幣的境內債務，主動向開曼群島大法院提交清盤呈請，並申請委任臨時清算人。此外，天瑞水泥集團持續的自市場購入股份，使得山水水泥的公眾股則縮小到9.18%的比例，這個狀況低於港交所對於股份制公司上市大股東持股與公眾持股比例的規定，因而觸發停牌機制。故山水水泥自2015年4月起申請停牌，停牌前報6.29港元，市值212.55億港元。
2015年山水水泥股東間爆發內鬨，李留法趁勢大買山水股票，一舉躍升為最大股東；李留法更在同年12月發動奇襲改選董事，將亞洲水泥逐出董事會，間接讓徐旭東想藉由入主山水水泥的方式擠進中國水泥前十大的如意算盤落空。
2017年3月亞泥增購山水水泥股份，至5月中旬為止，持股已達近26.4%，成為僅次於天瑞水泥的第二大股東。
2018年5月新選出董事會主導山水水泥向香港聯交所提復牌計畫，但遭最大股東天瑞水泥於8月30日向開曼群島大法院呈請對山水進行清盤；8月31日天瑞水泥向香港特别行政區高等法院提交對山水進行清盤的呈请。2018年10月31日，山水水泥已解決公眾持股量的問題，於香港聯交所復牌。

## 股東
根據山水水泥2019年年報：
- 天瑞集團21.85%、
- 山水投資19.47%、
- 亞洲水泥股份有限公司17.46%、
- 中國建材12.94%、
- Yu Yuan 3.28%（亞洲水泥持有）、
- 其他散戶股東持有25%。

## 外部連結
- 山水水泥公司網站 （页面存档备份，存于）